# حصارشاهوردی‌خان
حصارشاهوردی‌خان، روستایی از توابع بخش مرکزی شهرستان بجنورد در استان خراسان شمالی ایران است.

## جمعیت
این روستا در دهستان آلاداغ قرار دارد و براساس سرشماری مرکز آمار ایران در سال ۱۳۸۵، جمعیت آن ۱٬۰۴۰ نفر (۲۵۸خانوار) بوده‌است.